# Память (роман)
Па́мять (англ. Memory) — фантастический роман известной американской писательницы Лоис Буджолд, написано в 1996 году, книга из серии цикла Сага о Форкосиганах.

## Сюжет
После криогенного оживления Майлз оказался не годен к военной службе. Однако, сидеть без дела он не умеет и император Грегор находит ему дело — расследовать странную потерю памяти, которая произошла с начальником барраярской Службы безопасности и бывшим шефом Майлза Саймоном Иллианом. Чип памяти, много лет назад вживлённый в мозг Иллиана, внезапно начал разрушаться.
Расследование Майлза требует чрезвычайных полномочий — и он их получает в виде назначения Имперским Аудитором — чиновником, которому все обязаны повиноваться как самому императору. Результат расследования — раскрытие заговора на Барраяре.

## Главные герои
- Майлз Форкосиган — Имперский Аудитор
- Саймон Иллиан — шеф Имперской службы безопасности
- Айвен Форпатрил — капитан Генштаба
- Грегор Форбарра — император Барраярской империи
- Лукас Гарош — генерал Имперской СБ, заместитель Иллиана